# رالف إريكسون
رالف إريكسون (بالإنجليزية: Ralph Erickson)‏ هو لاعب كرة قاعدة أمريكي، ولد في 25 يونيو 1902 في دوبويس في الولايات المتحدة، وتوفي في 27 يونيو 2002 في تشاندلر في الولايات المتحدة.

## وصلات خارجية
- رالف إريكسون على موقع دوري كرة القاعدة الرئيسي (الإنجليزية)
- رالف إريكسون على موقعبيزبول رفرنس.كوم (الدوري الرئيسي) (الإنجليزية)
- رالف إريكسون على موقعبيزبول رفرنس.كوم (الدوري الثانوي) (الإنجليزية)
- رالف إريكسون على موقع جمعية أبحاث البيسبول الأمريكية (الإنجليزية)
- رالف إريكسون على موقع إي إس بي إن.كوم (أم.أل.بي) (الإنجليزية)